# Peadus burdettella
Peadus burdettella är en fjärilsart som beskrevs av William Schaus 1913. Peadus burdettella ingår i släktet Peadus och familjen mott. Inga underarter finns listade i Catalogue of Life.